# Yonaguni

Yonaguni (em japonês: 与那国島 (よなぐにじま/Yonaguni-jima)) é a ilha mais ocidental do Japão. Fica nas ilhas Ryukyu, a 125 km das costas de Taiwan, e tem uma área de 28,88 km² e população de 1684 (est. 2009) habitantes. Yonaguni é famosa por uma formação rochosa descoberta na década de 1980 por mergulhadores locais, submersa à costa sul da ilha. Apesar de ser considerada pela maioria dos estudiosos como uma formação natural, o professor de sismologia da Universidade de Ryukyu, Masaaki Kimura, defende a hipótese de que seriam ruínas com cerca de 2000 anos.
No século XII foi incorporada ao Reino de Ryūkyū. No século XVII tornou-se posse privada do clã Shimazu, e oficialmente foi incorporada ao Japão em 1879.

## Ruínas

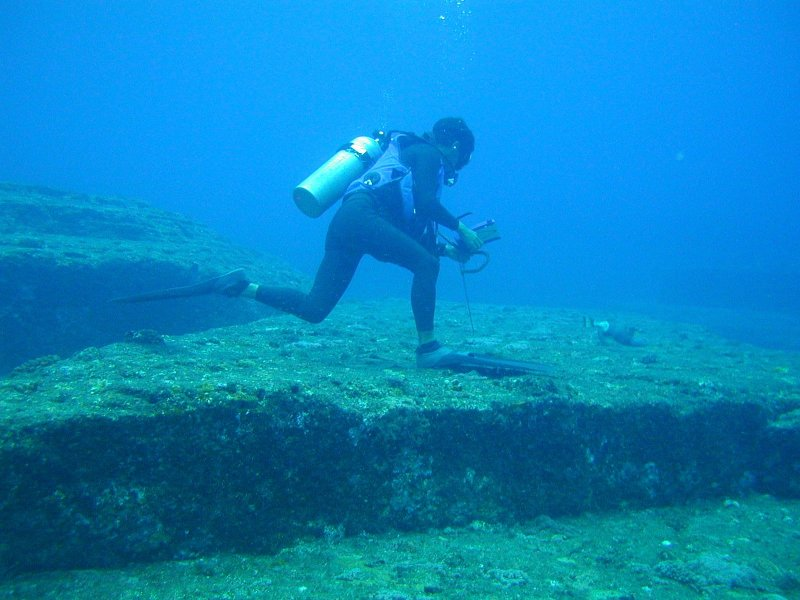
Ruínas submarinas

Assim que imagens do sítio submerso foram divulgadas, começou a polêmica sobre a origem dos terraços e escadarias. Muitos estudiosos recusaram aceitar que as ruínas sejam de construções feitas por mão humana. As formas geométricas, os ângulos muito certos, foram atribuídos a "agentes naturais". Entretanto, outros pesquisadores afirmam que o fundo do mar de Yonaguni é o túmulo de uma próspera civilização possivelmente mais antiga que Suméria, Egito, Índia ou China.
Dr. Masaaki Kimura, professor da Universidade de Ryûkyû, PHD em geologia marinha, publicou A Continent Lost In The Pacific Ocean, em obra publicada em 1997 defende a teoria de que os monumentos pertencem a uma civilização antiga.
Em 4 de maio de 1998 um terremoto atingiu parte das Ilha e ruínas de Yonaguni, o abalo revelou novas estruturas de forma similar aos zigurats da Mesopotâmia. Estes seriam, então, os edifícios mais antigos do mundo. Foram encontradas marcas nas pedras que evidenciam o trabalho feito nelas, inclusive entalhes. Também foram achadas ferramentas e uma pequena escadaria. A hipótese de formação natural em Yonaguni tornou-se, então, pouco plausível.
Há 6 mil anos, as ruínas eram terras emersas, ligadas ao continente. A elevação do nível dos mares ao longo de eras fez submergir territórios como os da costa de Yonaguni.
Os estudos geológicos calcularam a idade destes monumentos como tendo 11.000 anos de idade, o que os colocaria como uma das edificações mais antigas do planeta.